# 比尔·罗林
华莱士·爱德华·罗林（常作Bill Rowling，1923年11月15日—1995年10月31日）。工党党魁，曾任第三十届新西兰总理（1974年9月6日 - 1975年12月12日），接替在任上去世的诺曼·柯克，但一年后即被罗伯特·马尔登所率领的国家党在选举中击败。
| 前任： 诺曼·柯克 | 新西兰总理 1974年9月6日 - 1975年12月12日 | 繼任： 罗伯特·马尔登 |